# Fonologija starogrčkog jezika
Fonologija starogrčkog jezika uključuje njegov glasovni sustav u različitim narječjima. Različiti dijalekti imali su različite fonološke sustave, ali uglavnom su jako slični.

## Grčko pismo
Grci su se služili vlastitim pismom:
| Slovo  | Ime           | Ime      | Glas           | Latinička transkripcija |
| Slovo  | Starogrčko    | Hrvatsko | Glas           | Latinička transkripcija |
| ------ | ------------- | -------- | -------------- | ----------------------- |
| Α α    | ἄλφα          | alfa     | [a] [aː]       | a                       |
| Β β    | βῆτα          | beta     | [b]            | b                       |
| Γ γ    | γάμμα         | gama     | [g]            | g                       |
| Δ δ    | δέλτα         | delta    | [d]            | d                       |
| Ε ε    | εἶ, ἒ ψιλόν   | epsilon  | [e]            | e                       |
| Ζ ζ    | ζῆτα          | zeta     | [zd], [zː]     | z                       |
| Η η    | ἦτα           | eta      | [ɛː] ([h])     | e, ē                    |
| Θ θ    | θῆτα          | theta    | [tʰ]           | th                      |
| Ι ι    | ἰῶτα          | jota     | [i], [iː]      | i, ī                    |
| Κ κ    | κάππα         | kapa     | [k]            | k                       |
| Λ λ    | λάβδα, λάμβδα | lambda   | [l]            | l                       |
| Μ μ    | μῦ            | mi       | [m]            | m                       |
| Ν ν    | νῦ            | ni       | [n]            | n                       |
| Ξ ξ    | ξεῖ, ξῖ       | ksi      | [ks]           | ks                      |
| Ο ο    | οὖ, ὂ μικρόν  | omikron  | [o]            | o, ŏ                    |
| Π π    | πεῖ, πῖ       | pi       | [p]            | p                       |
| Ρ ρ    | ῥῶ            | ro       | [r], [r̥]       | r                       |
| Σ σ, ς | σῖγμα         | sigma    | [s]            | s                       |
| Τ τ    | ταῦ           | tau      | [t]            | t                       |
| Υ υ    | ὗ, ὓ ψιλόν    | ipsilon  | [u], [y], [yː] | u, y                    |
| Φ φ    | φεῖ, φῖ       | fi       | [pʰ]           | ph, f                   |
| Χ χ    | χεῖ, χῖ       | hi       | [kʰ], [ks]     | kh, ks                  |
| Ψ ψ    | ψεῖ, ψῖ       | psi      | [ps]           | ps                      |
| Ω ω    | ὦ, ὦ μέγα     | omega    | [ɔː]           | o, ō                    |

### Hak (spiritus)
Spiritus dobivaju samoglasnici i ρ na početku riječi, primjerice ὑγρός 'mokar'. Postoje dvije vrste spiritusa: spiritus asper (oštri hak) i spiritus lenis (tihi hak). Spiritus asper (◌̔) izgovara se kao /h/, na primjer Ἑωσφόρος, dok se spiritus lenis (◌̓) ne čita uopće, na primjer αἰνέω.
Spiritus se stavlja na malo i veliko slovo. Kod dvoglasa, drugi vokal dobiva spiritus (ista pravila vrijede i za postavljanje naglaska). Početno ρ uvijek ima spiritus asper, na primjer ῥάχῐς.
Spiritus se razvio od hete.

## Suglasnici
Starogrčki suglasnici predstavljeni u međunarodnoj fonetskoj abecedi:
|             |            | Labijalni | Koronalni | Palatalni | Velarni | Glotalni |
| ----------- | ---------- | --------- | --------- | --------- | ------- | -------- |
| Ploziv      | aspirirani | pʰ        | tʰ        |           | kʰ      |          |
| Ploziv      | bezvučni   | p         | t         |           | k       |          |
| Ploziv      | zvučni     | b         | d         |           | ɡ       |          |
| Nazal       | Nazal      | m         | n         |           | (ŋ)     |          |
| Frikativ    | bezvučni   |           | s         |           |         | h        |
| Frikativ    | zvučni     |           | (z)       |           |         |          |
| Vibrant     | bezvučni   |           | (r̥)       |           |         |          |
| Vibrant     | zvučni     |           | r         |           |         |          |
| Aproksimant | bezvučni   |           | l̥*        |           | ʍ*      |          |
| Aproksimant | zvučni     |           | l         | j*        | w*      |          |

### Plozivi
Starogrčki jezik razlikovao je tri tipa zapornika: aspirirane bezvučne, neaspirirane bezvučne (slabe) i zvučne. Razlika između njih nije uvijek očita govornicima hrvatskoga jezika, ali aspiracija znači da se glas izgovara s kratkim izdisajem, to jest s kratkim /h/ iza njega. Ovdje je snimka koja pokazuje razliku u izgovoru triju labijalnih ploziva.

### Frikativi
Frikativ /s/ izgovarao se kao [z] prije zvučnih suglasnika i /m/, primjerice πρέσβυς [préz.bys].
Glas /h/ obilježavao se znakom spiritus asper, to jest oštrim hakom. Nije postojao u svim narječjima, a pojavljivao se samo na početku riječi ili u složenim riječima/riječima s prefiksima gdje je riječ koja počinje ovim glasom dolazila druga.
Prema W. S. Allenu slovo zeta u atičkom grčkom vjerojatno je predstavljalo skup /sd/, to jest fonetički [zd]. U koineu je označavao glas /z/. Taj se izgovor vjerojatnije razvio od [dz], a ne od atičkog /sd/.

### Vibranti
Slovo ro izgovaralo se kao alveolarni vibrant [r] kao u hrvatskom ili talijanskom. Na početku riječi bio je bezvučan [r̥] kao u riječi ῥίψ [r̥ǐːps], zato se u pravopisu rabi spiritus asper.

### Nazali
Postojao je alofon [ŋ] koji se označavao slovom gama koje se u tom slučaju nazivalo agma.

### Aproksimanti
Aproksimanti /j/ i /w/ nisu postojali u standardnome atičkome grčkom na početku riječi. Ipak, dvoglasi koji su završavali na /i/ ili /u/ obično su se izgovarali s dvostrukim polusamoglasnikom [jj], [ww], to jest [j:] i [w:] pred samoglasnikom, primjerice Ἀθηναῖοι, [a.tʰɛː.naĵ.joi].
Digama je slovo kojim se označavao glas /w/ koji nije preživio u atičkom, ali jest u nekim drugim narječjima. Glas /ʍ/ zapisivao se s pomoću digame i hete.

## Samoglasnici
Samoglasnički glasovi strogrčkog jezika u međunarodnoj fonetskoj abecedi:
|              | Prednji   | Prednji | Stražnji |
| nezaobljeni  | zaobljeni |         | Stražnji |
| ------------ | --------- | ------- | -------- |
| Zatvoreni    | /i/ ῐ     | /y/ ῠ   | /u/ υ    |
| Poluotvoreni | /e/ ε     |         | /o/ ο    |
| Otvoren      | /a/ ᾰ     | /a/ ᾰ   | /a/ ᾰ    |

|               | Prednji   | Prednji   | Stražnji |
| nezaobljeni   | zaobljeni |           | Stražnji |
| ------------- | --------- | --------- | -------- |
| Zatvoreni     | /iː/ ῑ    | /yː/ ῡ/υι | /uː/ ου  |
| Poluzatvoreni | /eː/ ει   |           | /ɔː/ ω   |
| Poluotvoreni  | /ɛː/ η    |           | /ɔː/ ω   |
| Otvoreni      | /aː/ ᾱ    | /aː/ ᾱ    | /aː/ ᾱ   |

### Zatvoreni i otvoreni vokali
Zatvoreni i otvoreni vokali /i/, /y/ i /a/ slični su u kvaliteti s odgovarajućim dugim vokalima /iː/, /yː/ i /aː/. 
U pragrčkome zatvoreni stražnji zaobljeni samoglasnik /u/, /uː/ rano se prebacio u prednji /y/, /yː/ u atičkom i jonskom narječju.
Glas /u/ opstao je u dvoglasima.

### Poluzatvoreni i poluotvoreni vokali
U ranom klasičnom razdoblju, bila su dva kratka poluotvorena vokala /e/ i /o/, dva duga poluzatvorena /eː/ i /oː/ te dva duga poluotvorena vokala /ɛː/ i /ɔː/. Poluzatvoreni vokal /oː/ promijenio se u /uː/ i to dijelom zato što je /u uː/ postalo /y yː/. Ovo je pokrenulo mnoge kasnije promjene samoglasnika koje su dovele do glasovnog sustava koine i posljedično modernog grčkog.

### Dvoglasi
U atičkom starogrčkom postojali su ovi dvoglasi:
|               | Prednji          | Stražnji         |
| ------------- | ---------------- | ---------------- |
| Zatvoreni     | */yi̯/ υι         |                  |
| Poluzatvoreni | */ei̯/ ει /eu̯/ ευ | /oi̯/ οι */ou̯/ ου |
| Otvoreni      | /ai̯/ αι /au̯/ ᾰυ  | /ai̯/ αι /au̯/ ᾰυ  |

|              | Prednji            | Stražnji           |
| ------------ | ------------------ | ------------------ |
| Poluotvoreni | /ɛːi̯/ ῃ (/ɛːu̯/ ηυ) | /ɔːi̯/ ῳ (/ɔːu̯/ ωυ) |
| Otvoreni     | /aːi̯/ ᾳ (/aːu̯/ ᾱυ) | /aːi̯/ ᾳ (/aːu̯/ ᾱυ) |

## Naglasak
Poput hrvatskog, i starogrčki je u svojem naglasku razlikovao i ton. Postojala su dvije vrste naglaska: oštri (akut, ◌́) i zavinuti (cirkumfleks, u grčkome ◌̃, u transliteraciji ◌̂). Akut se izgovarao poput hrvatskog uzlaznog naglaska, a cirkumfleks se prvo uzdizao, a onda spuštao. Teški (gravis, ◌̀) pojavljuje se samo kada se riječ koja je na posljednjem slogu naglašena akutom nađe ispred druge riječi koja je naglašena (to jest iza riječi ne slijedi interpunkcija ili pauza). Tada akut postane gravis.
|                 | Primjeri naglasaka | Primjeri naglasaka | Primjeri naglasaka   |
| --------------- | ------------------ | ------------------ | -------------------- |
| Grčki           | κόπος              | μῖμος              | καὶ σοφὸς ἀνήρ       |
| Transliteracija | kópos              | mîmos              | kaí sophós anér      |
| Prijevod        | umor, satrvenost   | glumac, lakrdijaš  | i mudar čovjek       |
| MFA             | /kó.pos/           | /mîː.mos/          | /kǎi̯ so.pʰós a.nɛ̌ːr/ |